# Кастильоне-ди-Гарфаньяна
Кастильоне-ди-Гарфаньяна (итал. Castiglione di Garfagnana) — коммуна в Италии, располагается в регионе Тоскана, в провинции Лукка.
Население составляет 1877 человек (2008 г.), плотность населения составляет 39 чел./км². Занимает площадь 49 км². Почтовый индекс — 55033. Телефонный код — 0583.
Покровительницей коммуны почитается Пресвятая Богородица, празднование 16 июля.

## Демография
Динамика населения:

## Администрация коммуны
- Официальный сайт: https://web.archive.org/web/20160310080538/http://comune.castiglione-di-garfagnana.lu.it/